# Steroid-5α-Reduktase
Steroid-5α-Reduktase (SRD5) (auch Testosteron-5α-Reduktase oder kurz 5α-Reduktase) ist der Name für drei bekannte Enzyme, die in Wirbeltieren vorkommen und einander sehr ähnlich sind (sogenannte Isozyme).
Die 5α-Reduktase (SRD5) wandelt unter anderem in den Zielzellen das Geschlechtshormon Testosteron in seine biologisch aktivste Form Dihydrotestosteron (DHT) um und ist damit für die Wirkungen dieses Hormons unbedingt notwendig. Das Dihydrotestosteron gehört zu den Androgenen und ihre Wirkung am betreffenden Androgenrezeptor ist wesentlich stärker als diejenige von Testosteron. DHT ist unter anderem für die Bildung der inneren und äußeren männlichen Geschlechtsteile während der Embryonalentwicklung im Mutterleib zuständig.
Unterbleibt durch einen Mangel der Steroid-5α-Reduktase (insbesondere des zweiten Isozyms SRD5A2) die Umwandlung von Testosteron zu DHT, so kann es während der Schwangerschaft bei männlichen Ungeborenen zur Bildung eines Pseudohermaphroditismus mit einer Hypospadie des Penis kommen, bei dem die äußere Öffnung der Harnröhre im Dammbereich liegt. Bei weiblichen Ungeborenen hat der Enzymmangel keinen Einfluss auf die Entwicklung des Körpers. Ein Haplotyp von SRD5A2 mit folglich erhöhter 5α-Reduktase-Aktivität wurde bei Frauen mit einem erhöhten Risiko für das polyzystische Ovarialsyndrom in Verbindung gebracht. Andererseits hat die Hemmung der Enzyme günstige Wirkungen bei Krankheiten der Prostata und bei Haarausfall.

## Struktur
Vom Enzym existieren drei Isoformen, die als 5α-Reduktase Typ I, Typ II und Typ III bezeichnet werden und deren Gene (SRD5A1, SRD5A2 und SRD5A3) auf verschiedenen Chromosomen (5, 2 und 4) liegen. Die Primärstruktur der beiden hydrophoben Membranproteine (5α-Reduktase Typ I und Typ II) besteht aus 259 bzw. 254 Aminosäuren, mit einer Molekülmasse von 29.459 bzw. 28.393 Da.

## Biologische Funktion

Testosteron
Dihydrotestosteron
Metabolismus der Steroidhormone

Steroid-5α-Reduktase ist ein NADPH-abhängiges Enzym aus der Gruppe der Oxidoreduktasen, welches irreversibel die Reduktion von 3-Oxo-Δ4,5-Steroiden zu den korrespondierenden 3-Oxo-5α-Verbindungen katalysiert. Die mit Abstand wichtigste Reaktion ist dabei die Umwandlung des Sexualhormons Testosteron in das biologisch wirksamere Dihydrotestosteron (DHT).

## Physiologie
Die Isoenzyme der 5α-Reduktase werden in vielen Organen beziehungsweise Geweben des menschlichen Körpers in unterschiedlichem Ausmaß produziert:
- Typ I (SRD5A1) findet man hauptsächlich im Gehirn, in den Nebenhoden und in der Haut. Er spielt eine wichtige Rolle bei der Biosynthese von Allopregnanolon, wobei er Progesteron in 5α-Dihydroprogesteron umwandelt, welches über einen weiteren Schritt letztendlich zu Allopregnanolon (ALLO) umgewandelt wird. Es ist, wie das Tetrahydrodeoxycorticosteron (THDOC), ein positiver allosterischer Modulator der GABAA-Rezeptoren, welche den gleichen Wirkungsort von euphorisierenden und angstlösenden Medikamenten, wie z. B. Benzodiazepinen, besitzen.[7]

- Typ II (SRD5A2) befindet sich hauptsächlich in den Muskeln, Leber, Nieren, Prostata und wird jedoch nur zu einem sehr geringen Teil in der Haut produziert. Bei einer  benignen Prostatahyperplasie (BPH) findet man eine starke Erhöhung dieses Typs.

- Typ III (SRD5A3) Dieser erst später entdeckte und wohl wichtigste Typ wird vor allem im Gehirn, in Brustdrüsen, Gebärmutterhals, Haut, Eierstöcken, Hoden, Prostata, Pankreas, Milz, Nieren, Herz, Magen und Leber produziert. Auch hier findet sich eine leichte Erhöhung bei der BPH.[4][5] Des Weiteren ist Typ III für die Glykosylierung von großer Bedeutung: es wandelt Polyprenol zu Dolichol um. Das Gen dieses Typs, SRD5A3, ist bei Patienten mit einer Form der Congenital Disorder of Glycosylation (CDG) mutiert.[8]

Eine erhöhte Produktion des Enzyms findet auch in polyzystischen Ovarien der Frau statt, weshalb es möglicherweise eine Rolle beim polyzystischen Ovarialsyndrom spielt.
Der Mangel oder gar die Abwesenheit vom Typ II im männlichen Fötus kann zur Hypospadie und Intersexualität führen.
Verursacher des 5-Alpha-Reduktase 2-Mangels sind vielfältige Mutationen des 5α-Reduktase-2-Gens (SRD5A2-Gens) betreffen aber gehäuft die Genabschnitte Exon 2 und Exon 4. Neben homozygoten Mutationen treten auch unterschiedliche Mutationen in beiden Allelen (Compound-Heterozygotie) auf.

## Pharmakologie
5α-Reduktase-Inhibitoren sind Arzneimittel, die beispielsweise in der Therapie der benignen Prostatahyperplasie (BPH) und bei androgener Alopezie Verwendung finden. Beispiele hierfür sind Finasterid und Dutasterid. Finasterid blockiert die Funktion der Isoenzyme Typ II und Typ III, während Dutasterid alle drei Isoenzyme inhibiert. Diese Inhibitoren leiten sich von der Struktur des Testosteron ab. Es ist bisher noch nicht gelungen, die Strukturen der Isoenzyme mittels Röntgenstrukturanalyse näher zu untersuchen. Die einzig verfügbare Information ist die von der cDNA abgeleitete Primärstruktur der Proteine.
Die Ausbildung von Gynäkomastie, Depressionen, erektiler Dysfunktion und Libidoverlust sind einige der möglichen Nebenwirkungen der 5α-Reduktase-Inhibitoren Finasterid und Dutasterid.